# Aeropuerto de Hamilton (Nueva Zelanda)

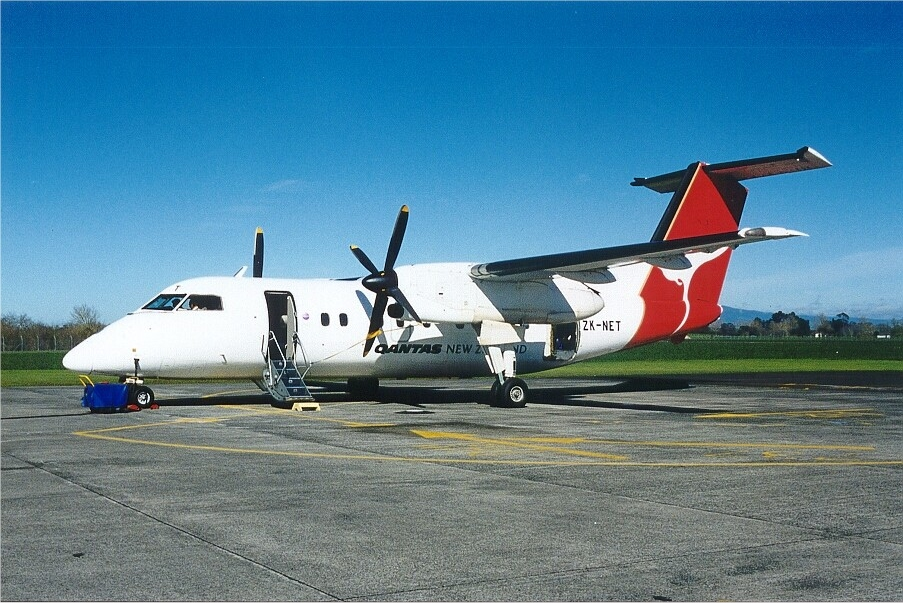
Un Qantas New Zealand Dash 8 en Hamilton, septiembre de 2000.

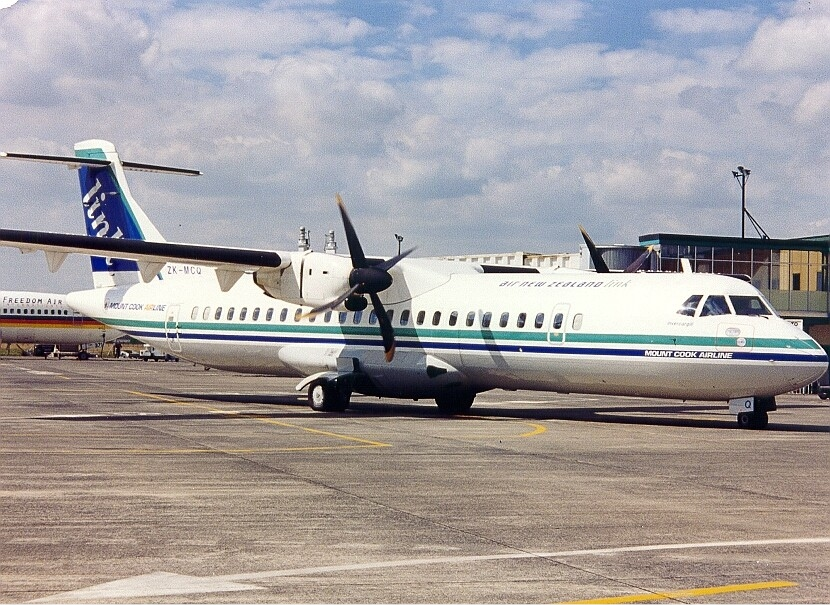
Un Mount Cook ATR 72-200 con los colores del antiguo enlace de Air New Zealand en el aeropuerto de Hamilton en 1997

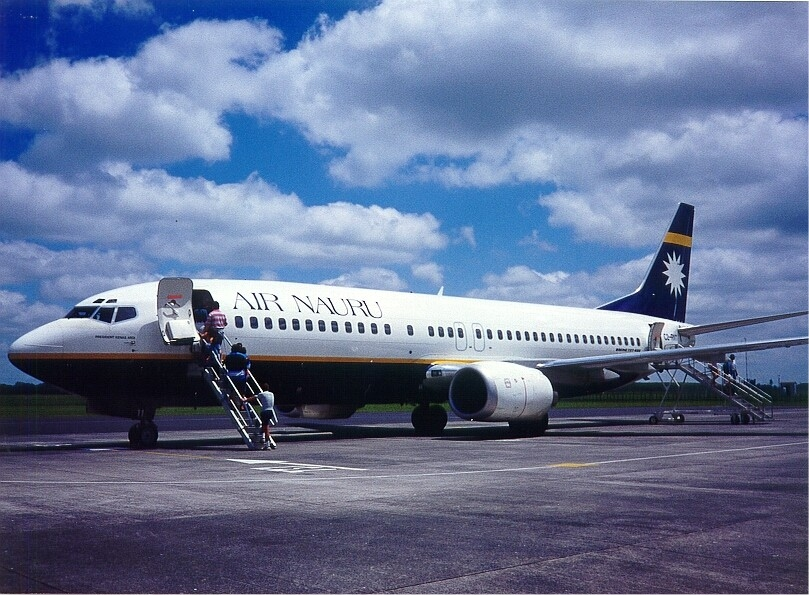
Un Boeing 737-400 de Air Nauru operando para Kiwi Air en Hamilton en 1995

El Aeropuerto de Hamilton (IATA: HLZ, OACI: NZHN) es un aeropuerto ubicado 14 kilómetros al sur de la ciudad de Hamilton en la región de Waikato, en Nueva Zelanda . Está ubicado en Rukuhia, que era el nombre de la base de la Real Fuerza Aérea de Nueva Zelanda en ese sitio durante la Segunda Guerra Mundial .

## Cantidad de pasajeros
Al 30 de junio de 2011 el aeropuerto tenía 316.000 pasajeros nacionales y 46.000 internacionales. En 2017/18 había 353.000 pasajeros, todos nacionales, el 54% de ellos volando a Wellington y el 37% a Christchurch . Hamilton es el undécimo aeropuerto más transitado de Nueva Zelanda por tráfico de pasajeros.

## Historia
El aeropuerto se ubica en un terreno propiedad de Samuel Steele (hermano de William Steele, quien transportó milicianos-colonos de Sídney a Hamilton en 1864) desde aproximadamente 1880. Alrededor de 1929 había un terreno de aterrizaje en la granja, aunque también se consideró un sitio cercano a la ciudad. En 1935, el aeródromo de Steele se vendió para ampliarlo y convertirlo en un aeropuerto, inaugurado por el alcalde el 12 de octubre.
Mientras el mundo se preparaba para la guerra, quedó claro que era necesario construir una pista de aterrizaje en el área de Hamilton.[cita requerida] En 1935 la pista de aterrizaje ya estaba en servicio y funcionaba como escala para aviones militares que aterrizarían después de un largo viaje. Se proporcionaron servicios de reabastecimiento de combustible, comida y descanso para los pilotos que arribaban.
Los viajes en avión comenzaron a florecer poco después de que terminó la guerra y, en 1950, el aeropuerto recibió su primer vuelo comercial. La pista principal se selló en 1965 y los vuelos de turbohélice comenzaron a Hamilton ese año, con el avión Fokker Friendship de NAC en funcionamiento. La pista se amplió aún más para dar cabida a los aviones Vickers Viscount, en 1970 y posteriormente Boeing 737, en 1975.
En 1989, el gobierno de Nueva Zelanda vendió el aeropuerto a los consejos que representan la Ciudad de Hamilton Ciudad (50 por ciento), Waikato Distrito (15.625 por ciento), Waipa Distrito (15.625 por ciento), Matamata-Piako Distrito (15.625 por ciento) y Ōtorohanga Distrito (3.125 por ciento). Este desarrollo llevó a un crecimiento sin precedentes para el aeropuerto.
Ansett New Zealand construyó una terminal de pasajeros independiente al sur del edificio principal, equipándola con un salón Golden Wing Club y máquinas expendedoras de alimentos. La división Ansett NZ de la aerolínea operó vuelos a Wellington desde Hamilton desde 1995 hasta 2000, cuando Ansett NZ se vendió a un consorcio empresarial de Nueva Zelanda y cambió el nombre de Qantas NZ, con su propia división de vuelos domésticos de Nueva Zelanda. Qantas NZ operó en el aeropuerto hasta 2001, cuando entró en cesasión de pagos. Luego, la terminal fue ocupada por las aerolíneas Origin Pacific. Esta aerolínea operaba servicios domésticos hasta que también quebró en 2006. La pequeña terminal luego se dejó de utilizar
En 1998, Hamilton Airport Motor Inn se desarrolló para atender a los viajeros que usaban el aeropuerto.
Una ampliación de la terminal de 15,3 millones de dólares neozelandeses iniciada en 2005 supuso un aumento del 60 por ciento en metros cuadrados con áreas mejoradas de manejo de equipaje, mejor espacio de facturación nacional e internacional y control de seguridad de los pasajeros. Se completó a finales de 2007.
Hugh McCarroll fue el director ejecutivo del aeropuerto desde principios de la década de 2000 hasta su jubilación en febrero de 2006. El actual director ejecutivo es Chris Doak, ex director general de crecimiento y desarrollo de la empresa de servicios públicos de electricidad WEL Networks .

### Servicios Trans Tasman
En 1994, el aeropuerto se convirtió en una terminal para las rutas aéreas de Trans Tasman , con vuelos chárter proporcionados con Boeing 727 por Kiwi Travel International Airlines (que no debe ser confundida con Kiwi International Air Lines, con sede en los Estados Unidos) que sirvió a Brisbane, Sídney y Melbourne. Kiwi quebró en 1996, pero para entonces Freedom Air había comenzado a volar las mismas rutas con aviones Boeing 737 . También, brevemente, en 2005 operaron vuelos a Nadi, Fiyi. Freedom Air finalmente decidió convertir el Aeropuerto Internacional de Hamilton en su centro de operaciones hasta que la empresa matriz Air New Zealand cerró la aerolínea el 30 de marzo de 2008, operando su propio servicio completo. Para entonces, el Airbus A320 estaba en funcionamiento. Cuando en agosto de 2009 el número de pasajeros cayó a un nivel insostenible, Air New Zealand cesó los servicios de Hamilton a Australia. Virgin Australia intentó cubrir la necesidad de un servicio trans Tasman más tarde ese año con vuelos Boeing 737-800 dos veces por semana a Brisbane; sin embargo, el número de pasajeros siguió siendo bajo y Virgin Australia finalizó sus vuelos el 27 de octubre de 2012. Desde esa fecha no se han realizado más vuelos internacionales desde el aeropuerto.

## Capacidad
Actualmente, el aeropuerto tiene capacidad para distintos tipos de aeronave, desde aviones ligeros con motor de pistón hasta aviones comerciales turbohélice como el ATR 72 . El aeropuerto puede recibir todos los jets ejecutivos ligeros, así como jets regionales de 40 a 80 asientos, como el Embraer E195 y el Bombardier CRJ200. Varios aviones de pasajeros pueden operar desde el aeropuerto, incluidos el Boeing 737 de 100-200 asientos, el Boeing 757 y el Airbus A320. El avión más grande autorizado para aterrizar en Hamilton es el Boeing 767 de 150 a 250 asientos. Se han considerado planes para aumentar la longitud de la pista de 2.195m a 3.000m para atraer aviones más grandes e iniciar vuelos regionales asiáticos.
El aeropuerto opera 24 horas al día, los siete días de la semana.
En agosto de 2011, el Aeropuerto Internacional de Hamilton recibió la aprobación para extender su pista hasta 3.000 metros, el mismo tamaño que los aeropuertos secundarios en otras partes del mundo, como Gold Coast.
El aeropuerto tiene un solo edificio terminal y 6 mangas. La plataforma es capaz de albergar hasta cinco aviones A320 / 737-800 a la vez.

## Aerolíneas y destinos
| Aerolíneas      | Destinos                 |
| --------------- | ------------------------ |
| Air New Zealand | Christchurch, Wellington |
| Originair       | Nelson, Palmerston North |